# منتخب الولايات المتحدة لكرة القاعدة
منتخب الولايات المتحدة الوطني لكرة القاعدة (بالإنجليزية: United States national baseball team)‏ هو الفريق الذي يمثل الولايات المتحدة في المنافسات الدولية لرياضة كرة القاعدة يعتبر من أقوى منتخبات العالم في هذه الرياضة حيث تمكن من الفوز بكأس العالم لكرة القاعدة 4 مرات ويحتل حالياً المركز الثاني في التصنيف العالمي لمنتخبات كرة القاعدة الوطنية  ويقوم اتحاد الولايات المتحدة لكرة القاعدة بإدارة شؤونه.